# Fülöp-szigeteki békaszájú
Fülöp-szigeteki békaszájú (latin nevén Batrachostomus septimus) egy a Fülöp-szigeteken honos madárfaj.

## Felfedezése és elterjedése

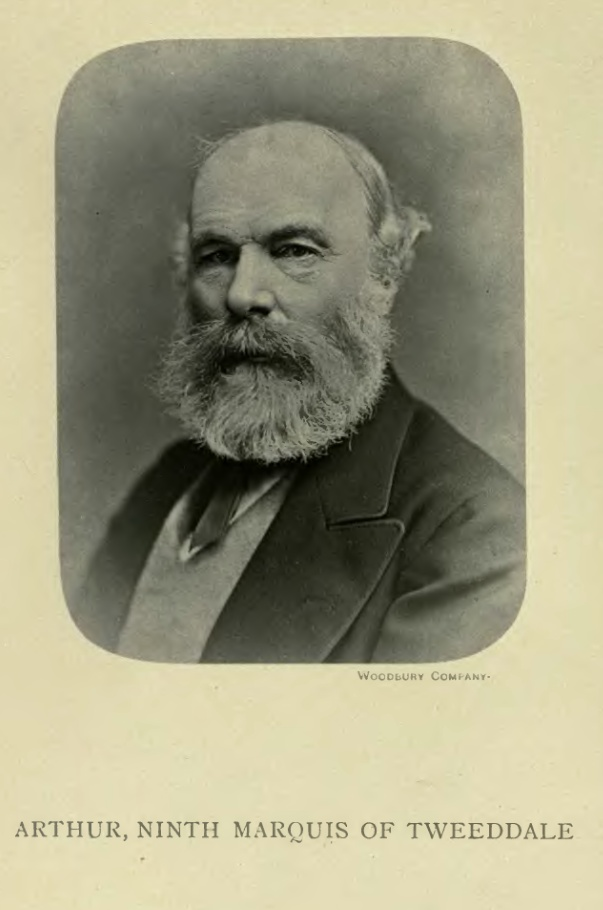
Arthur Hay Tweeddale, a madár felfedezője

A madarat 1877-ben egy skóciai főnemes, Arthur Hay Tweeddale fedezte fel a Fülöp-szigeteken. A faj kizárólag itt honos és sehol máshol nem fordul elő. A globális populáció méretét nem számszerűsítették, de a faj jelentések szerint nem gyakori. Néhány rokon fajuk él még Indiában és Ausztráliában.

## Életmódja
A Fülöp-szigeteki békaszájú nappal nem igen látható, mivel nagyrészt éjszakai életmódot folytat, ezt tanúsítják a nagy szemei is. Táplálékára, amik a nagyobb rovarok, a kabócák és a tücskök tesznek ki lesből csap le. A madarak nem színpompásak és nem dalolnak, így nem igen lehet őket felismerni.

### Fészke
A fészek szokatlanul egyszerű, de egyedi. Egy vízszintes ágon 2-5 méterrel a föld fölött,   pelyhes tollból, mohából és zuzmóból és az azt összetartó pókhálóból készítik el a szülők.   